# Dreamland (Novecento)
Dreamland è il secondo album del gruppo musicale italiano Novecento, pubblicato dall'etichetta discografica Art Records e distribuito dalla CGD nel 1986.
L'album è prodotto dallo stesso gruppo. I brani sono firmati da Naimy Hackett, Dora Carofiglio, Giuseppe Nicolosi e, in cinque occasioni, anche dalla sorella di quest'ultimo, Rossana.
Dal disco vengono tratti i singoli Excessive Love, brano utilizzato anche per la pubblicità televisiva di uno yogurt, e Dreamland Paradise.

## Tracce

### Lato A
1. Excessive Love
2. Head It Off
3. Walking on Ceilings
4. Smile

### Lato B
1. Don't Look Back
2. Dreamland Paradise
3. Love Is Gonna Get Cha
4. Near Me